# USS LST-166
O USS LST-166 foi um navio de guerra norte-americano da classe LST que operou durante a Segunda Guerra Mundial.